# Epidendrum sarcochilum
Epidendrum sarcochilum är en orkidéart som beskrevs av Jean Jules Linden och Heinrich Gustav Reichenbach. Epidendrum sarcochilum ingår i släktet Epidendrum och familjen orkidéer.
Artens utbredningsområde är Colombia. Inga underarter finns listade i Catalogue of Life.